# Senotainia arabops
Senotainia arabops är en tvåvingeart som först beskrevs av Seguy 1953.  Senotainia arabops ingår i släktet Senotainia och familjen köttflugor.
Artens utbredningsområde är Elfenbenskusten. Inga underarter finns listade i Catalogue of Life.